# گناهکار (فیلم ۲۰۲۰)
گناهکار (به انگلیسی: Guilty) فیلمی است محصول سال ۲۰۲۰ و به کارگردانی روچی ناراین است. در این فیلم بازیگرانی همچون کیارا ادوانی، آکانشا رانجان کاپور، گور فاتح سینگ پیرزاده، طاهر صابر، دالیپ تاهیل و ساحیل محتا ایفای نقش کرده‌اند.